# Moritz August Rust
 Moritz August Rust (* 19. Jahrhundert in Wien; † 19. Jahrhundert) war ein österreichisch-amerikanischer Mediziner.

## Leben
Moritz August Rust wirkte in der Zeit um 1853 als praktischer Arzt in der in Nordamerika im Fayette County des US-Bundesstaates Kentucky gelegenen Stadt Lexington.
Am 1. Dezember 1853 wurde Moritz August Rust unter der Präsidentschaft von Christian Gottfried Daniel Nees von Esenbeck mit dem akademischen Beinamen Rust unter der Matrikel-Nr. 1697 als Mitglied in die Kaiserliche Leopoldino-Carolinische Akademie der Naturforscher aufgenommen.